# Ступин, Иван Алексеевич
Ива́н Алексе́евич Сту́пин (1800, Арзамас — 1866) — русский предприниматель, основатель стекольного завода и фаянсовой фабрики, городской голова Арзамаса.

## Биография
Родился в 1800 году  Арзамасе Нижегородской rубернии в бедной семье, даже был вынужден просить милостыню. На мальчика обратил внимание купец Иконников и взял его на службу в свою бакалейную лавку. Через какое-то время Иван дослужился до приказчика, а затем скопил денег и открыл собственное дело. Со временем разбогател, имел шесть домов. Некоторое время был городским головой Арзамаса, вошёл в сословие потомственных почётных граждан.
В 1854 году построил вблизи Ардатова стекольный завод, 1859 году открыл фаянсовую фабрику — на каждом из производств работало около ста человек. Для производства фаянса использовалось местное сырьё — белая глина добывалась вблизи села Череватово, алебастр — в Балахонихе, камень — вблизи Арзамаса. В 1864 году разорился и по этой причине был вынужден закрыть стекольный завод, фаянсовая фабрика просуществовала до 1905 года.

## Семья
Иван Алексеевич был женат не менее трёх раз. Третья жена — Татьяна Петровна, урождённая Скоблина, дочь ардатовского купца. В качестве приданого за неё Ступин получил каменный дом в Ардатове.